# Кушаков Володимир Антонович
Кушаков Володимир Антонович (1895 — розстріляний 1937) — радянський військовий та партійний діяч

## Життєпис
Народився в м. Козелець Чернігівської губернії, навчався в Чернігівській гімназії, де став членом революційного гуртка.
Після жовтневого перевороту 1917 р. був секретарем Головнокомандуючого збройними силами Росії М.В.Криленка. 
У 1918 р. на підпільній роботі в Чернігові і Києві. 
У листопаді 1918 р. знову заарештований Директорією в Києві і підданий розстрілу на схилах Дніпра. Але залишився живим і після лікування прибув до Чернігова. 
В березні 1919 р. на 3-му Всеукраїнському з’їзді рад обраний членом ВУЦВК.
З 24 червня 1919 р. завідувач військовим відділом Чернігівського губкому КП(б)У. 
З листопада по 30 грудня 1919 р. заступник голови Чернігівського повітревкому. 
У 1920–1921 рр. помічник комісара 8-ї кавалерійської дивізії Червоного козацтва. 
Після закінчення Військово-повітряної академії РСЧА був призначений помічником начальника Військово-повітряних сил Українського військового округу. 
В липні 1925 р. прилітав літаком до Чернігова для участі в авіаційному святі. 
В подальшому начальник ВійськвоПовітряних Сил Сибірського, Північно-Кавказького і Білоруського (8.01.1930–10.07.1032) військових округів. 
Незаконно репресований в 1937 р.